# Dan Whitesides
Daniel Whitesides nacido el 7 de julio de 1977, es el baterista de la banda americana de rock The Used. Sustituyó al anterior baterista y fundador de la banda Branden Steineckert, que la abandonó en septiembre de 2006. Whitesides también ha tocado con el grupo New Transit Direction durante cerca de siete años

## Información
Dan comenzó a tocar la batería a los 14 años. Afirma: "Recuerdo que mi papá me compró un tambor para Navidad". Y de ahí surgió su pasión por la percusión. Dan tomó sus referencias de músicos como John Bonham, Keith Moon y Mitch Mitchell, pero también tiene un lugar grande en su corazón para otros bateristas como Peter Moffett (Wool, Government Issue, Burning Airlines) y Darren Zentek (kerosene 454).
"También toco un poco la guitarra, pero eso es porque mi familia entera toca la guitarra, y la escogí para seguir estando alrededor de ellos. Sin embargo nunca la toqué en ninguna banda o algo por el estilo. Principalmente solo toco la batería".
Dan estuvo estudió durante un breve periodo música en la escuela: "tomé lecciones de batería en el séptimo grado. Aprendí cómo sostener las baquetas, la técnica de baquetas. Todavía hago los mismos calentamientos que el profesor nos dijo que hiciéramos, aún los hago a día de hoy. Me ayudó a abirme y realmente me abrió la puerta a nuevas ideas."

## Bandas anteriores
Antes de tocar con The Used, Dan Whitesides fue baterista de numerosas bandas en Salt Lake City, Utah, entre las que destacan New Transit Direction, Mich!gan, Sandkicker, Fale, Adherence, Farenheit 451, The Federation, Sprinklerhead, The Kill, The Wolfs, Form of Rocket, o Young Blood, solo por mencionar algunas.
- Datos: Q3013260